# NGC 2478
NGC 2478 في الفهرس العام الجديد، هي مجرة، تقع في كوكبة . اكتشفت بواسطة شارل مسييه.

## روابط خارجية
- NGC 2478 على موقع ويكي سكاي: DSS2, SDSS, GALEX, IRAS, Hydrogen α, X-Ray, Astrophoto, Sky Map, Articles and images